# 독립자치노동조합 '연대'
독립자치노동조합 '연대'(獨立自治勞動組合 '連帶', 폴란드어: Niezależny Samorządny Związek Zawodowy „Solidarność” 니에잘레즈니 사모존드니 즈비온제크 자보도비 솔리다르노시치[ɲezaˈlɛʐnɨ samɔˈʐɔndnɨ ˈzvjɔ̃zɛk zavɔˈdɔvɨ sɔliˈdarnɔɕt͡ɕ][*])는 폴란드의 노동 조합으로 1980년 9월에 레흐 바웬사가 그단스크에서 창설한 단체이다. 옛 공산국가 노조의 특징이었던 당에 속한 노조가 아닌, 노동자들의 자주적인 노동조합을 주장하였다. 당의 말을 잘 듣는 어용노조가 아닌, 노동자들이 운영에 참여하는 자유 민주적 노조가 등장한 것이었다.
독립자치노동조합 '연대'는 공산주의 국가에 자리잡은 첫 비공산주의 노동 조합이었다. 이들은 1980년대에 광범위한 반공산주의 운동을 전개하였다. 정부에서는 1980년대 초 계엄이 내려진 시기에 이들을 와해시키려 노력했으나, 결국 협상을 하게 되었다. 공산주의 정부와 독립자치노동조합 '연대' 사이에 열린 폴란드 원탁 회의는 1989년 국회 선거가 열리는 계기가 되었다. 8월 말에는 독립자치노동조합 '연대' 연합정부가 만들어졌으며 1990년 12월에는 바웬사가 폴란드의 대통령으로 당선되었다. 그 이후로 독립자치노동조합 '연대'는 전통적인 노조로서의 위치를 지켜왔다.

## 역사
독립자치노동조합 '연대'는 1980년 9월 그단스크에 있는 레닌 조선소 (이후 그단스크 조선소)에서, 레흐 바웬사를 필두로 한 사람들이 광범위한 반공산주의 단체를 만들면서 시작되었다. 멤버에는 로마 가톨릭 교회에서 좌익 인사들까지 다양한 사람들이 포함되었다. 독립자치노동조합 '연대'는 활동에 있어 비폭력을 지향하였다. 1981년 9월 독립자치노동조합 '연대'의 첫 국회를 통해 레흐 바웬사는 대통령으로 선출되었으며, 폴란드를 공화국 체제 (“독립 공화국” 체제)임을 선포하였다.. 정부는 1981년 계엄을 내린 시기 동안 몇 년간 독립자치노동조합 '연대'를 억압하고 와해시키려 노력하였으나, 결국 협상을 시작해야 했다.
폴란드에서, 공산주의 정부와 독립자치노동조합 '연대'가 중심이 된 반대파 사이에 열린 폴란드 원탁 회의는 1989년 국회 선거로 이어졌다. 8월 말에는 독립자치노동조합 '연대'가 이끄는 연합 정부가 만들어졌으며 1990년 12월에는 바웬사가 대통령으로, 타데우시 마조비에츠키가 총리로 당선되었다. 1989년 이후로 독립자치노동조합 '연대'는 전통적인 노조로써의 위치를 지켜왔으며, 1990년 대 초에는 폴란드 정치에 있어서 비교적 적은 영향을 끼쳐왔다. 1996년 정치적인 군대 자유노조행동연합 (AWS, Akcja Wyborcza Solidarność)이 1997년 열린 대선에서 승리를 거두었으나, 다음에 열린 2001년 대선에서는 패배하였다. 현재, 정치적인 면에서 독립자치노동조합 '연대'는 거의 영향력을 끼치지 않고 있다.

## 로마 가톨릭의 사회적 영향
로마 가톨릭의 사회선교 회칙 중 하나인 사회적 관심(참고로 복음주의권에서는 사회선교의 원칙을 그리스도인의 사회적 책임이라고 부른다.)에서, 요한 바오로 2세 교황은 교회와 민중과의 연대를 복음서의 중요한 가르침으로, 인류의 협동을 공동선을 위한 필수 요소로 정의하고 있다. 로마 가톨릭 교회는 요한 바오로 2세 교황의 지도 아래에 있는 자유노조의 강력한 지지자였으며 조합의 성공에 크나큰 기여를 하였다. 레흐 바웬사 역시 공식적으로 여러 번 가톨릭에 대한 독실한 믿음을 보인 바 있으며, “교황과의 만남을 통해 우리가 얼마나 커다란 존재인지 알 수 있었습니다. 그 분은 우리에게 두려워하지 말라고 하였습니다.”라는 말을 통해 교황의 영향을 확인하기도 하였다.. 또, 파업 노동자들에게 여러번 설교를 하기도 하였던 예르치 포피엘루즈코 신부는 독립자치노동조합 '연대'와의 관계로 인해 공산주의자들에게 죽임을 당하기도 하였다. 폴란드 노동자들 역시 교회와 깊은 관계를 맺고 있었는데, 이는 1980년대 파업 때 찍힌 사진을 보면 알 수 있다. 여러 공장의 벽에는 로마 가톨릭의 성모 신앙을 상징하는 성모 마리아나 요한 바오로 2세의 사진이 붙어있는 것을 볼 수 있다.

## 외부 영향
독립자치노동조합 '연대'의 생존은, 당시 소비에트 연방의 위성 국가 상태였던 폴란드 뿐만 아니라 소비에트 블록 전체에 놀라움으로 다가왔다. 이는 1970년 시위를 기관총 발포로 제압해낸 (수십 명이 죽고 1000명 이상이 부상) 폴란드 통일노동자당, 그리고 1956년의 헝가리 혁명, 1968년 프라하의 봄을 성공적으로 진압한 소비에트 군의 굳은 지위가 흔들리기 시작함을 의미하는 것이었다.
독립자치노동조합 '연대'의 영향으로 반공산주의 이념과 운동은 소비에트 블록의 국가들 사이에서 퍼져나갔으며, 이로 인해 공산주의 정부는 약화되어갔다. 1989년 폴란드의 선거에서 반공산주의자 후보가 승리한 것은 중앙유럽과 동유럽에서 1989년 혁명 (Jesień Ludów)이라 하는 일련의 반공산주의 혁명이 일어나게 하는 불씨가 되었다. 독립자치노동조합 '연대'의 사례는 소비에트 블록의 여러 국가의 야당에서 다양한 방식으로 반복이 되었으며, 이는 소비에트 블록의 해체, 그리고 1990년대 초 소비에트 연방의 붕괴로 이어졌다.
2008년 말에는, 러시아 연방의 여러 자유 민주주의 야당이 독립자치노동조합 '연대'의 정신을 계승하는 연대당을 조직하였다.

## 조직
1980년 8월 31일 조직된 독립자치노동조합 '연대'는, “대표 회의” (Zjazd Delegatów)가 입법부의 역할을 한다. 행정부의 역할은 국립협동위원회 (Krajowa Komisja Porozumiewawcza, 이후 국립위원회로 이름을 바꿈)가 맡고 있다. 독립자치노동조합 '연대'는 지역 구조를 갖추고 있으며, 38개의 지역 (region)과 두 개의 지구 (okręg)로 나눠져있다. 공산주의 시대였던 1983년에는 계엄령에 의해 38명의 지역 대표가 보이치에흐 야루젤스키 장군에 의해 체포되어 감옥에 갇히기도 하였다. 1년의 징역 살이 이후 독립자치노동조합 '연대'의 고위 관직들은 그들을 받아들이는 어떤 나라로든 (캐나다, 미국, 중동 국가들 포함) 가서 돌아오지 말 것을 강요당하였다.
독립자치노동조합 '연대'는 산업별 노동조합, 더 자세히 말하자면 하나의 큰 조합 (One Big Union)의 개념에 따라 세계산업노동자동맹과 스페인의 전국노동자연맹 등의 특징을 계승한 단체였다 (모든 직종의 노동자들이 직업별이 아니라 지역별로 묶인 특징이 있다.).
현재, 독립자치노동조합 '연대'의 멤버는 110여만 명이 넘는다. 독립 자유 노동조합 연대의 국립 위원회는 그단스크에 있으며 지역 의회의 대표들로 구성되어 있다.

### 지역 단체 구조
독립자치노동조합 '연대'는 37개의 지역 단체로 나뉘어 있으며, 이들의 구조는 크게 볼 때 1975년부터 1998년까지 이어졌던 폴란드의 주를 반영한다. 각 구역으로는
- 그단스크, 그단스크에 위치
- 바르미아-마주리, 올슈틴에 위치
- 엘블롱크, 엘블롱크에 위치
- 돌니실롱스크, 브로츠와프에 위치
- 피와, 피와에 위치
- 서포모제, 슈체친에 위치
- 우치 지역, 우치에 위치
- 쳉스토호바, 쳉스토호바에 위치
- 산도미에시 지역, 스탈로바볼라에 위치
- 프워츠크-쿠트노, 프워츠크에 위치
- 마워폴스카, 크라쿠프에 위치
- 오폴레-실롱스크, 오폴레에 위치
- 연안, 코샬린에 위치
- 스웁스크, 스웁스크에 위치
- 지엘로나구라, 지엘로나구라에 위치
- 베스키디, 비엘스코비아와에 위치
- 코닌, 코닌에 위치
- 남비엘코폴스카, 칼리시에 위치
- 포들라스키에, 비아위스토크에 위치
- 피오트르쿠프, 피오트르쿠프트리부날스키에 위치
- 쿠야비-도브진스카, 브워츠와베크에 위치
- 포트카르파츠키에, 크로스노에 위치
- 제슈프, 제슈프에 위치
- 토룬, 토룬에 위치
- 실롱스크-자그웽비에, 카토비체에 위치
- 라돔, 라돔에 위치
- 비엘코폴스카, 포즈난에 위치
- 고주프, 고주프비엘코폴스키에 위치
- 시비엥톡시스키에, 키엘체에 위치
- 시로트코보-프스호드니아, 루블린에 위치
- 옐레니아구라, 옐레니아구라에 위치
- 레슈노, 레슈노에 위치
- 헤움, 헤움에 위치
- 프셰미실-야로스와프, 프셰미실에 위치
- 마조프셰, 바르샤바에 위치
- 카퍼 베이신, 레그니차에 위치

### 중요 공장의 네트워크
독립자치노동조합 '연대'의 폴란드 주요 공장의 네트워크는 1981년 4월 14일 그단스크에서 만들어졌다. 네트워크는 17개의 공장의 대표로 구성되었다. 각 대표는 1975년 전 폴란드의 모든 주에서 가장 중요한 공장으로 선정되었다. 제외 사항이 두 가지 있었는데, 코샬린과 카토비체 주는 두 개의 공장이 대표하였다.
| 보이보드     | 대표                                                         |
| ------------ | ------------------------------------------------------------ |
| 그단스크     | 그단스크의 블라디미르 레닌 조선소                            |
| 슈체친       | 슈체친 조선소                                                |
| 포즈난       | H. 세지엘스키 - 포즈난 S.A.                                  |
| 비드고슈치   | 비드고슈치의 “철로 차량 수리점”                              |
| 지엘로나구라 | 지엘로나구라의 “철도 화물차 & 제강소”                        |
| 카토비체     | 카토비체의 부엑 탄광과 스비에토츨로비체의 “스페어 부품 공장” |
| 크라쿠프     | 노바후타의 블라디미르 레닌 제강소                            |
| 브로츠와프   | 브로츠와프의 “운송 철도 공장”                                |
| 제슈프       | 제슈프의 “WSK 통신 장비 공장”                                |
| 비아위스토크 | 비아위스토크의 면화 공장                                     |
| 키엘체       | 키엘체의 “볼 베어링 공장”                                    |
| 올슈틴       | 올슈틴의 “스토밀 타이어 공장”                                |
| 루블린       | 스비드니크의 “PZL 통신 장비 공장”                            |
| 우치         | 우치의 “줄리앙 마첼레브스키 면화 공장”                       |
| 바르샤바     | 바르샤바의 우르주스 공장                                     |
| 오폴레       | 오지메크의 “마와파뉴 제강소”                                 |

## 의장
- 레흐 바웬사 1980-1990
- 마리안 크라크제프스키 1990-2002
- 야누츠 스니아데크 2002-

## 같이 보기
- 1988년 폴란드 파업

## 추가 문헌
- 에링거, 로버트 (1982). 《Strike for Freedom: The Story of Lech Walesa and Polish Solidarity》. Dodd Mead. ISBN 0-396-08065-0.
- 가튼 애쉬, 티모시 (2002). 《The Polish Revolution: Solidarity》. Yale University Press. ISBN 0-300-09568-6.
- 카민스키, 마렉 M. (Princeton University Press). 《Games Prisoners Play》. 2004. ISBN 0-691-11721-7. * 케니, 패트릭 (2003). 《A Carnival of Revolution : Central Europe 1989》. Princeton University Press. ISBN 0-691-11627-X.
- 케니, 패트릭 (2006). 《The Burdens of Freedom》. Zed Books Ltd. ISBN 1-84277-662-2.
- 쿠빅, 얀 (1994). 《The Power of Symbols Against the Symbols of Power: The rise of Solidarity and the fall of state socialism in Poland》. The Pennsylvania State University. ISBN 0-271-01084-3.
- 오사, 메리제인 (2003). 《Solidarity and Contention: Networks of Polish Opposition》. University of Minnesota Press. ISBN 0-8166-3874-8.
- 오스트, 데이빗 (2005). 《The Defeat Of Solidarity: Anger and Politics in Postcommunist Europe》. Cornell University Press. ISBN 0-8014-4318-0.
- 펜, 샤나 (2005). 《Solidarity's Secret : The Women Who Defeated Communism in Poland》. University of Michigan Press. ISBN 0-472-11385-2.
- 퍼듀, 윌리엄 D. (1995). 《Paradox of Change: The Rise and Fall of Solidarity in the New Poland》. Praeger/Greenwood. ISBN 0-275-95295-9.
- 요한 바오로 2세 교황, 사회적 책임, 바티칸 웹사이트
- 스타니쉬키스, 야드비가 (1984). 《Poland's Self-Limiting Revolution》. Princeton University Press.
- 비겔, 조지 (1992). 《The Final Revolution: The Resistance Church and the Collapse of Communism》. Oxford University Press. ISBN 0-19-516664-7.